# فيتيربو

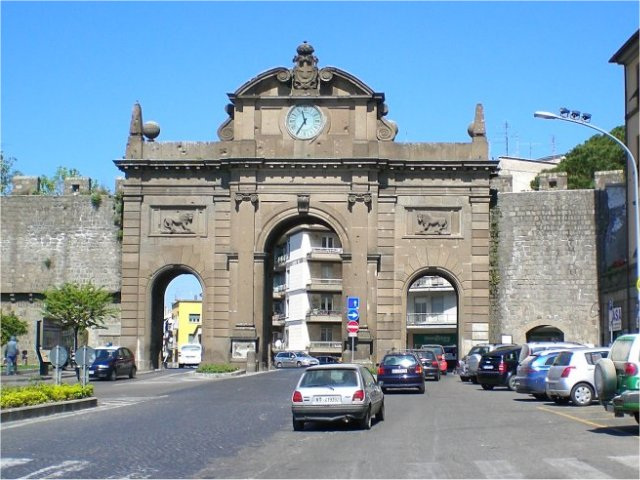
ساحة ديلا روكا وبوابة فيورنتينا

فيتيربو (بالإيطالية: Viterbo)‏ مدينة وسط إيطاليا، شمال إقليم لاتسيو، عاصمة مقاطعة فيتيربو عدد سكانها 60.254 نسمة، تبعد عن روما 100 كم شمالا، قريبة من بحيرة بولسينا وبحيرة فيكو، تشتهر بالزراعة وصناعة الرخام والفخار والأخشاب والصناعات الذهب، كما يوجد بها أكاديمية مهمة للفنون الجميلة، ومقر جامعة توشا، فضلا على أنها مركز سياحي مهم، حيث أن وسط المدينة هو من أفضل بلدات العصور الوسطى التي لا تزال محافظة على معالمها وكثير منها بنيت على أنقاض مباني أثرية.

## السكان
في سنة 1871 بلغ عدد السكان 27٬232 نسمة، وتطور العدد ليصل في سنة 2011 لـ 63٬209 نسمة.
يظهر هذا المخطط البياني تطور النمو السكاني لـ فيتيربو

## التاريخ

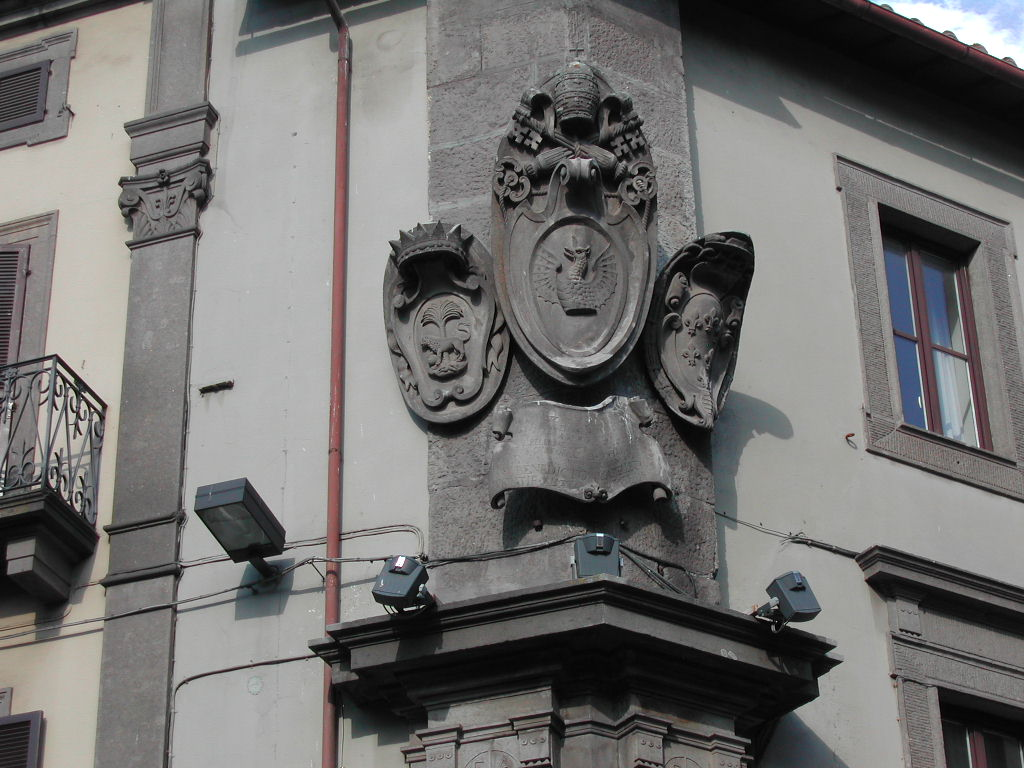
شعار المدينة على مبنى البلدية

رغم أن فيتيربو عريقة جدا، فإن تحديد أصولها غير معروف. ووفقا للمزور المشهور الراهب أنيو دا فيتيربو، أن أصل فيتيربو كان بلدة إتروسكانية تدعى Surrena. وتحت التأثيرات المهلكة للعصبية المحلية، ظل هذا الافتراء معتدا به في حساب جهات معينة؛ لكن اتضح انه مجرد اختراع، يهدف إلى تزويد مدينته بعراقة لا تمتلكها.
على أي حال، فعلى موقع فيتربو الحالي أو بالقرب منه، كانت هناك مستعمرة رومانية صغيرة تدعى (فيكوس إلبيي) (Vicus Elbii) ؛ وكونها نفس المركز المشار اليه بفيتوس أوربس Vetus Urbs («المدينة القديمة») في القرون الوسطى فهذا غير مؤكد.
أول تقرير ثابت عن المدينة الجديدة يعود إلى القرن الثامن، لما كانت تعرف بكاستروم فيتيربي Castrum Viterbii. حَصّنها ديسيديريوس ملك اللومبارديين عام 773 في محاولة عبثية لقهر روما. عندما تحول البابوات إلى دعم الفرنجة أصبحت فيتربو جزءا من الدولة البابوية، وهو الوضع الذي اعترض عليه إلى حد كبير الأباطرة في القرون التالية، حتى عام 1095 عندما عرفت كبلدية حرة.
في الفترة التي صعب فيها على البابوات تأكيد سلطتهم على روما أصبحت فيتربو إقامتهم المفضلة، ابتداء من البابا يوجين الثالث (1145-1146) الذي حاصر سُداً أسوار المدينة. عام 1164 جعلها فريدريك بربروسا مقرا لمعادي البابا بسكال الثالث. بعد ثلاث سنوات أعطاها صفة «المدينة» واستخدم الميليشيات ضد روما. عام 1172 بدأت فيتربو في التوسع مدمرتا مدينة فيرينتوم القديمة ومستولية على أراضي أخرى: في هذا العصر كانت بلدية غنية ومزدهرة وواحدة من أهمها من وسط إيطاليا، وبلغ عدد سكانها حوالي 60,000 نسمة.

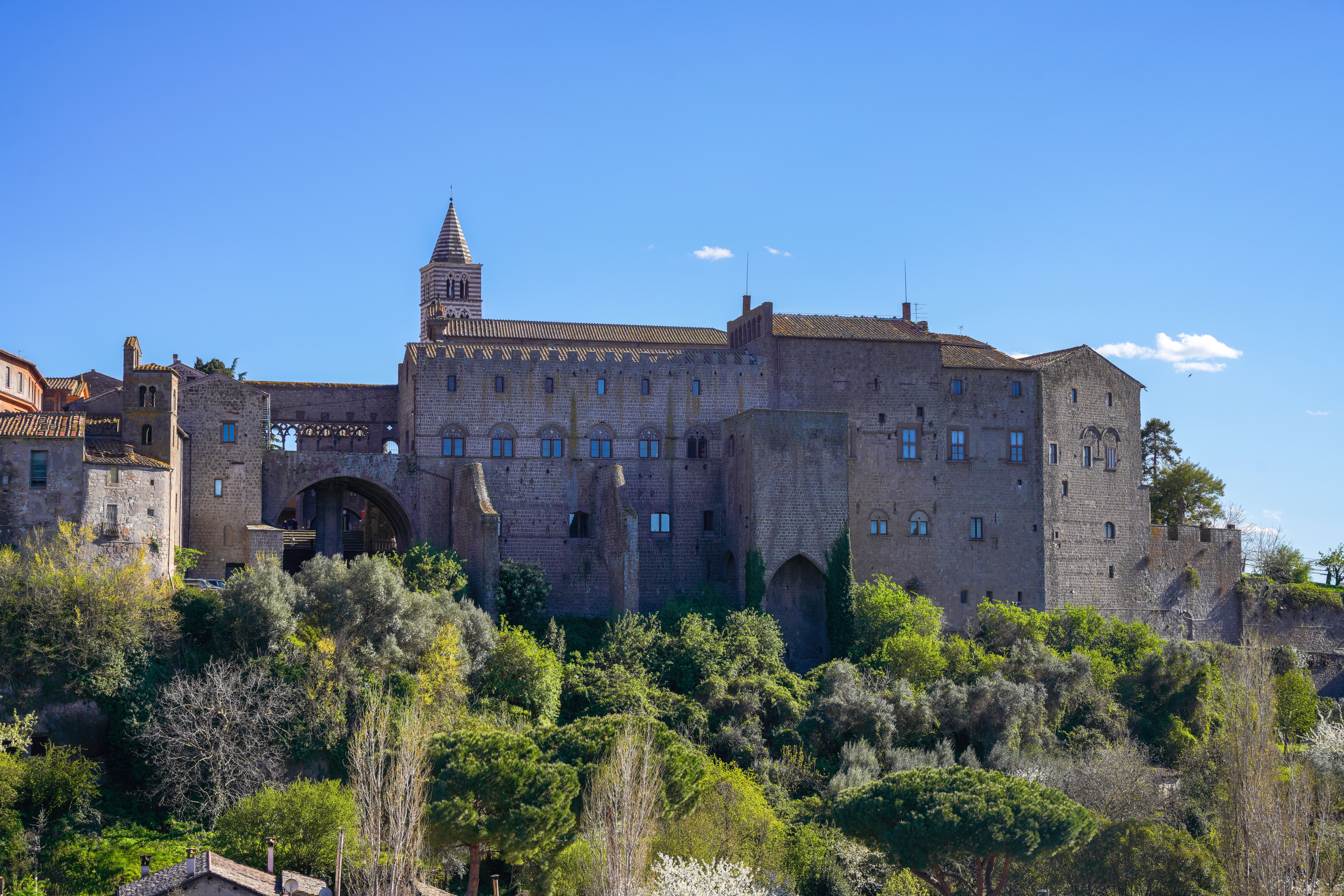
قصر دي بابي

في عام 1207، عقد البابا إنوسنتيوس الثالث مجلسا في كاتدرائية، ولكن المدينة استبعدت باعتبارها المقر المفضل لباتاري الذي اعتبروه مهرطقا وللهزيمة على يد الرومان. وفي عام 1210 تمكنت فيتربو من هزيمة الإمبراطور أوتو الرابع وأيضا في الحرب ضد روما.
في القرن الثالث عشر تعاقب عليها الطغاة من آل غاتي وآل دي فيكو. واستولى فريدريك الثاني على فيتربو لصالح حزب غيبيليني عام 1240، وبعدما طرد المواطنون القوات الألمانية المضطربة في 1243 عاد وحاصرت المدينة، ولكن عبثا. ومن هذا المنطلق لطالما عرفت فيتربو بإخلاصها لحزب غويلفي. بين عامي 1257 و1261 كانت مقر البابا إسكندر الرابع، الذي مات هنا أيضا. خلفه أوربانوس الرابع الذي انتخب في فيتربو.

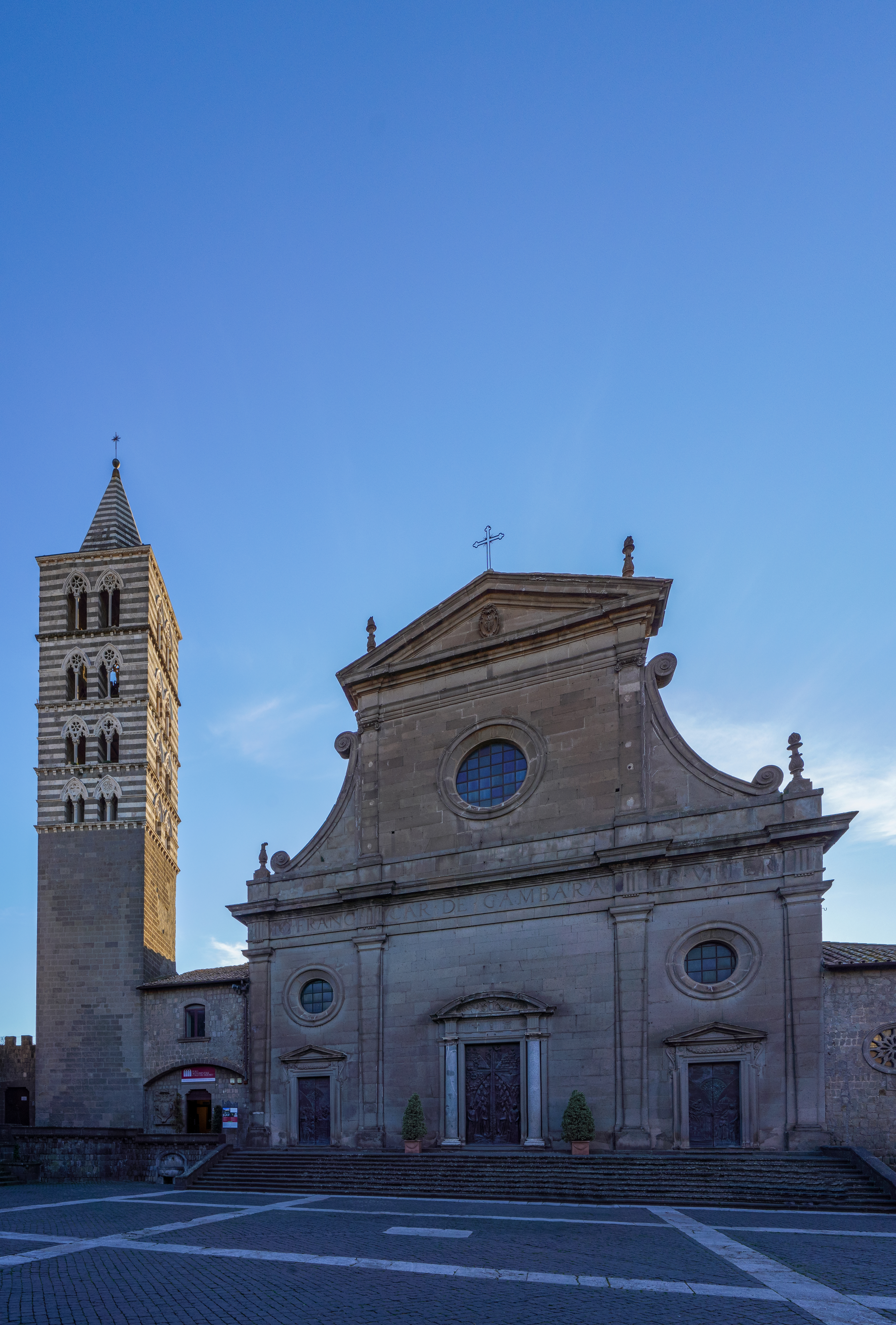
كاتدرائية سان لورنزو

بين عامي 1266-1268 اتخذ البابا كليمنس الرابع فيتربو كقاعدة في قتاله القاسي ضد هوهنشتاوفن: وهنا من إيوان القصر البابوي عزل من الجيش كونرادين من سوابيا الذي كان مارا بطريق كاسيا حاملا شعار الكنسي «الحمل الذاهب إلى التضحية». انتخب بابوات أخرى ن في فيتربو، غريغوريوس التاسع (1271) ويوحنا الحادي والعشرون (1276) (الذي مات في قصر البابوية عندما تداعت به أرضية غرفته)، نيكولاس الثالث ومارتن الرابع الفرنسي، لم يوافق الفيتيربيون مع انتخاب أجنبي يقوده ملك نابولي كارلو الأول أنجو فغزو الكاتدرائية حيث يعقد الاجتماع السري، وو اعتقلوا اثنين من الكرادلة. فاستبعد الفيتيربيين فيما بعد، وقاطع البابوات فيتيربو لمدة 86 عاما.
دون البابوات، سقطت المدينة في أيادي آل دي فيكو. في القرن الرابع عشر أنشئ جوفاني دي فيكو سيادة امتدت إلى تشيفيتافيكيا وتاركوينيا وبولزينا وأورفييتو وتودي ونارني وأميليا. وسحقت سيادته من قبل الكاردينال جيل دي ألبورنوز في عام 1354، وقد أرسله الأفينيونيون لمساعدة الدولة البابوية الذين قاموا ببناء القلعة.عام 1375 في أعطت المدينة مفاتيحها لفرانشيسكو دى فيكو ابن الطاغية السابق، ولكن بعد ثلاثة عشر عاما قتله الشعب وسلم المدينة أولا إلى البابا أوربانوس السادس ثم إلى جوفاني دي شارا دي فيكو ابن عم فرانشيسكو. بيد أن قوات البابا بونيفاسيوس التاسع طردته في عام 1396 وقام بتثبيت الهيمنة البابوية على المدينة. آخير من مسك السلطة في فيتربو من آل دي فيكو كان جاكومو الذي كان هزم عام 1431.
ذلك الحين أصبحت فيتربو المدينة ذات اهمية ثانوية، تبعت تقلبات الدولة البابوية، حتى أصبحت جزءا من الدولة الإيطالية الموحدة في عام 1871.